# Vympel R-33
De Vympel R-33 (Russisch: Вымпел Р-33) (NAVO-codenaam: AA-9 Amos) is een grote-afstands-lucht-luchtraket ontwikkeld door de Sovjet-Unie. Het is het voornaamste wapen van het MiG-31-onderscheppingsvliegtuig. De raket is bedoeld voor het aanvallen van doelwitten op grote hoogten en aan hoge
snelheden. Om het doelwit te bereiken gebruikt het in eerste instantie traagheidsnavigatie. In de laatste fase gebruikt de raket Semi-active radar homing. De Zaslon-radar van de MiG-31 kan vier raketten tegelijk naar verschillende doelwitten geleiden. De R-33 is in dienst bij de Russische Luchtmacht maar is net als de MiG-31 nooit ingezet in een conflict.

## Ontwikkeling

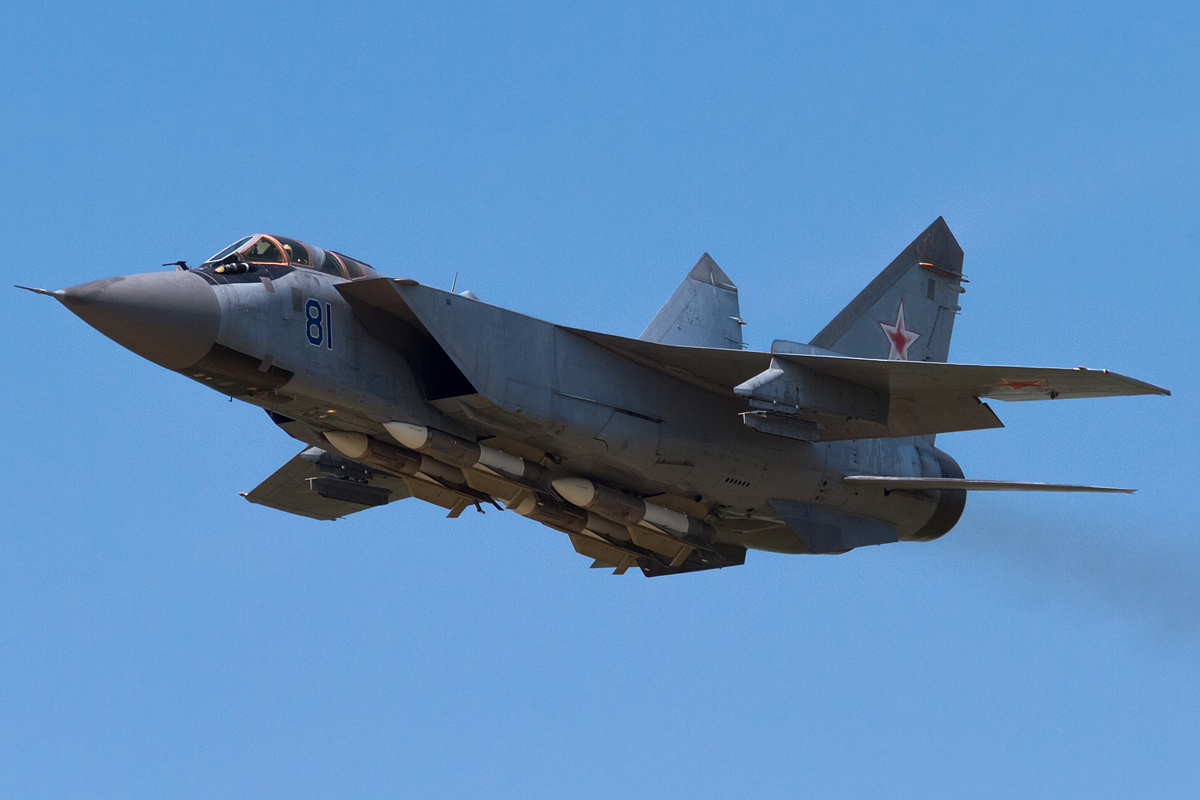
R-33's onder een MiG-25 in 2012.

De ontwikkeling van de R-33 is nauw verbonden met die van de MiG-31 die ermee werd uitgerust. Op 24 mei 1968 werd de ontwikkeling van de MiG-25E155MP goedgekeurd, een gemoderniseerde MiG-25. Die was uitgerust met Bisnovat R-40-raketten. Er werd een competitie uitgeschreven voor de ontwikkeling van een toekomstige raket die werd gewonnen door Spetztechnika Vympel NPO.
De ontwikkeling van de K-33 werd vervolgens geleid door hoofdontwerper Y. K. Zacharov. In maart 1979 werden officiële testen gedaan met lanceringen vanaf een MiG-31. In 1980 werden die testen met succes afgerond. Op 6 mei 1981 besloot de overheid dat de raket geschikt was om in dienst te komen.
In 1983 volgde de beslissing om een verbeterde versie van de R-33 te ontwikkelen voor de verbeterde MiG-31M. In 1988 werden de eerste testlanceringen van die R-37 uitgevoerd.